# أروكانيا

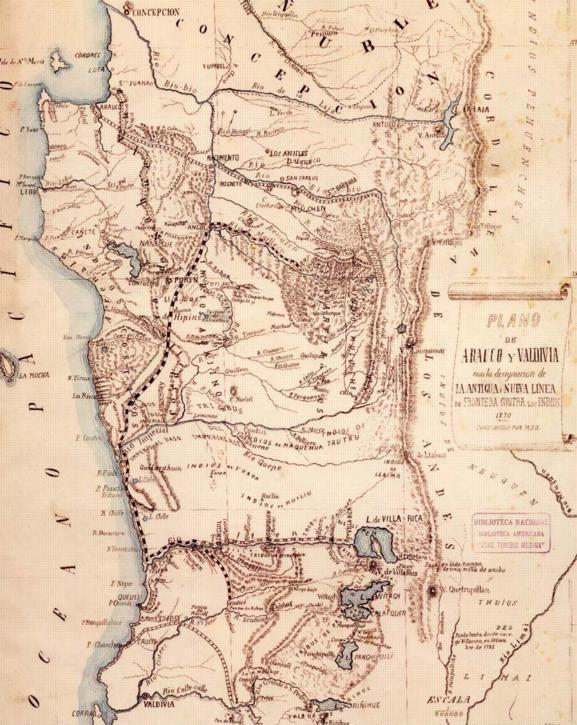
خريطة تظهر الحدود "القديمة" و"الجديدة" لأروكانيا المابوش؛ أنجزت عام 1870 أثناء احتلال أروكانيا.

أروكانيا أو أروكانا كان الاسم الذي أطلقه الاسبان على المناطق الشيلية المأهولة من طرف شعب المابوش والمعروفون باسم المولوش (يعرفون أيضا بالأروكانيين من طرف الاسبان) في القرن 18. قبل غزو الاسبان للشيلي، أراضي شعب المولوش كانت بين نهر اتاتا ونهر تولتن.